# Lobata (São Tomé i Príncipe)
El districte de Lobata és un dels 6 districtes en què s'organitza territorialment la República Democràtica de São Tomé i Príncipe.

## Característiques
El districte de Lobata ocupa el vessant nord de l'illa de São Tomé i limita, a l'est amb el districte d'Água Grande, al sud amb el de Mé-Zóchi, a l'oest amb el de Lembá i al nord amb l'oceà Atlàntic. Té una extensió de 105 km² i una població de 19.365 habitants, segons el cens de 2012. La seva capital és la localitat de Guadalupe.

## Població
- 1940 9,240 (15.2% de la població nacional)
- 1950 8,190 (13.6% de la població nacional)
- 1960 7,875 (12.3% de la població nacional)
- 1970 9,361 (12.7% de la població nacional)
- 1981 11,776 (12.2% de la població nacional)
- 1991 14,173 (12.1% de la població nacional)
- 2001 15,187 (11.0% de la població nacional)

## Assentaments
El principal assentament és la ciutat de Guadalupe. Altres assentaments són:
- Agostinho Neto
- Bela Vista
- Boa Entrada
- Conde
- Maianço
- Micoló
- Santo Amaro

## Agermanaments
- Vila Nova de Famalicão, 2013

## Persones destacades
- William Barbosa, futbolista
- Olinda Beja, escriptora
- Aurélio Martins, periodista, empresari i polític
- Ludgério Silva, futbolista